# Семпл, Эллен Черчилль
Эллен Черчилль Семпл (англ. Ellen Churchill Semple, 8 января 1863, Луисвилл, Кентукки — 8 мая 1932, Уэст-Палм-Бич, Флорида) — американский географ.

## Биография
Эллен родилась в Луисвилле. Была младшим ребёнком среди пяти детей Александра Боннера Семпла и Эмерины Прайс. Её имя, прежде всего, ассоциируется с работами по антропогеографии и энвайронментализму (учению об окружающей среде). В ряде своих книг и статей она знакомит англоязычное общество с определёнными аспектами работ немецкого географа Фридриха Ратцеля. Принято считать, что Семпл проявляла особый интерес к природному детерминизму — теории о том, что физическая среда в большей степени, нежели социальные условия, определяют культуру; однако, в её поздних работах подчёркивается влияние окружающей среды в противоположность теории о природном детерминизме культуры; таким образом, она отражала широкое академическое недовольство в период после Первой Мировой войны теорией природного детерминизма. Семпл училась в колледже Вассара и в Лейпцигском университете. Преподавала в Чикагском университете и в Университете Кларка. Умерла в Вест-Палм-Бич, Флорида. Начальная школа имени Эллен Ч. Семпл в Луисвилле названа в её честь. Похоронена на национальном кладбище Кейв-Хилл в Луисвилле.

## Работы
- «Цивилизация — экономический факт», 1896
- «Влияние Аппалачского барьера на колониальную историю», 1897
- «Англосаксы Кентуккских гор: исследования в области антропогеографии», 1901
- «Американская история и её географические условия», 1903
- «Деревни северного берега нижнего течения реки святого Лаврентия», 1904
- «Влияние географической среды: на основе системы антропогеографии Ратцеля», 1911
- «Барьерная граница бассейна средиземноморья и её бреши на севере как движущие силы истории», 1915
- «Пиратские берега Средиземного моря», 1916
- «Тексты украинского „Мира“: с картами», 1918
- «Античный маршрут в подножиях гор Северной Месопотамии», 1919
- «Географические факторы торговли зерном в античном Средиземноморье», 1921
- «Влияние географических условий на животноводство в античном Средиземноморье», 1922
- «Височные мысы античного Средиземноморья», 1927
- «Сельское хозяйство античного Средиземноморья», 1928
- «Сады удовольствий античного Средиземноморья», 1929
- «География Средиземноморья: её связь с античной историей», 1931